# Contea di Northam
La contea di Northam è una delle 43 local government areas che si trovano nella regione di Wheatbelt, in Australia Occidentale. Si estende su di una superficie di circa 1.424 chilometri quadrati ed ha una popolazione di 10.600 abitanti.